# IC 4657
IC 4657 — галактика типу EN (емісійна туманність) у сузір'ї Змієносець.
Цей об'єкт міститься в оригінальній редакції індексного каталогу.